# Dipelicus monstrouzieri
Dipelicus monstrouzieri är en skalbaggsart som beskrevs av Reiche 1860. Dipelicus monstrouzieri ingår i släktet Dipelicus och familjen Dynastidae. Inga underarter finns listade i Catalogue of Life.